# Kawasaki Ki-102
Kawasaki Ki-102 (japonsky: キ102, Ki iči maru ni) byl japonský dvoumotorový těžký stíhací letoun užívaný ve druhé světové válce. Spojenci typ označovali kódovým jménem Randy.

## Vznik
Ki-102 vznikl na základě potřeby dokonalejšího typu, který by nahradil letoun Kawasaki Ki-45. Vzhledem k tomu, že jeho nástupce Kawasaki Ki-96 úspěšný nebyl, byla vypracována koncepce nového letounu nazvaného Ki-102. Letoun byl původně zamýšlen jako bitevní, ale armáda si vymínila stroj, který bude určen k boji proti americkým těžkým bombardérům. V létě 1945 byla tato verze zalétána a v průběhu roku začal letoun přicházet k bojovým jednotkám. Jak se však ukázalo, jeho parametry nijak výrazně nepřevyšovaly jeho předchůdce Ki-45.

## Vývoj
První ze tří prototypů Ki-102 poprvé vzlétl v březnu roku 1944, poháněný dvěma dvouhvězdicovými čtrnáctiválci Micubiši Ha-112-II o vzletovém výkonu 1119 kW. Hlavňovou výzbroj tvořil kanón Ho-401 ráže 57 mm v přídi, pod ním byly instalovány další dva kanóny Ho-5 ráže 20 mm. Radista/střelec mohl bránit zadní polosféru střelbou z pohyblivého kulometu Ho-103 ráže 12,7 mm.
Následně bylo mezi dubnem a říjnem 1944 vyrobeno dvacet předsériových strojů určených ke zkouškám.
Sériová výroba započala v říjnu 1944 pod označením Kawasaki Ki-102b. Tyto letouny byly primárně určeny k přímé podpoře pozemních jednotek a k protilodním útokům. Za tímto účelem byla na Ki-102b zkoušena i řízená protilodní puma Ki-148 model 1B s raketovým pohonem.
Ki-102b sloužily u 3., 28., 45., 75. a 81. sentai.
Rychlá potřeba výškové záchytné stíhačky, která by mohla zasahovat proti nově nasazeným bombardérům B-29, létajícím ve velkých výškách, vedlo k rozhodnutí upravit šest předsériových bitevních Ki-102b na stíhače Kawasaki Ki-102a. Značně odlehčené stroje měly zabudovány motory Micubiši Ha-112-IIRu s turbokompresory Ru-12, které byly poháněny výfukovými plyny. Výzbroj byla zredukována na jeden kanón Ho-203 ráže 37 mm v přídi a dva kanóny Ho-5 ráže 20 mm. První z nich zahájil letové zkoušky v červenci 1944.
Po uspokojivých zkouškách získala společnost Kawasaki souhlas se stavbou dvacetikusové série, k níž využila draky rozestavěných Ki-102b. Modifikace se však z časových důvodů dočkalo jen 15 kusů předaných bojovým útvarům.
V červenci 1945 byla zalétána verze Kawasaki Ki-102c s prodlouženým trupem na 13,05 m a zvětšeným rozpětím na 17,25 m. Výzbroj sestávala ze dvou kanónů Ho-105 ráže 30 mm ve spodní části přídě a dvou pevných kanónů Ho-5 za kabinou střílejících šikmo vzhůru pod úhlem 45°, tzv. Schräge Musik. Druhý prototyp již zůstal nedokončen.

## Specifikace (Ki-102a)

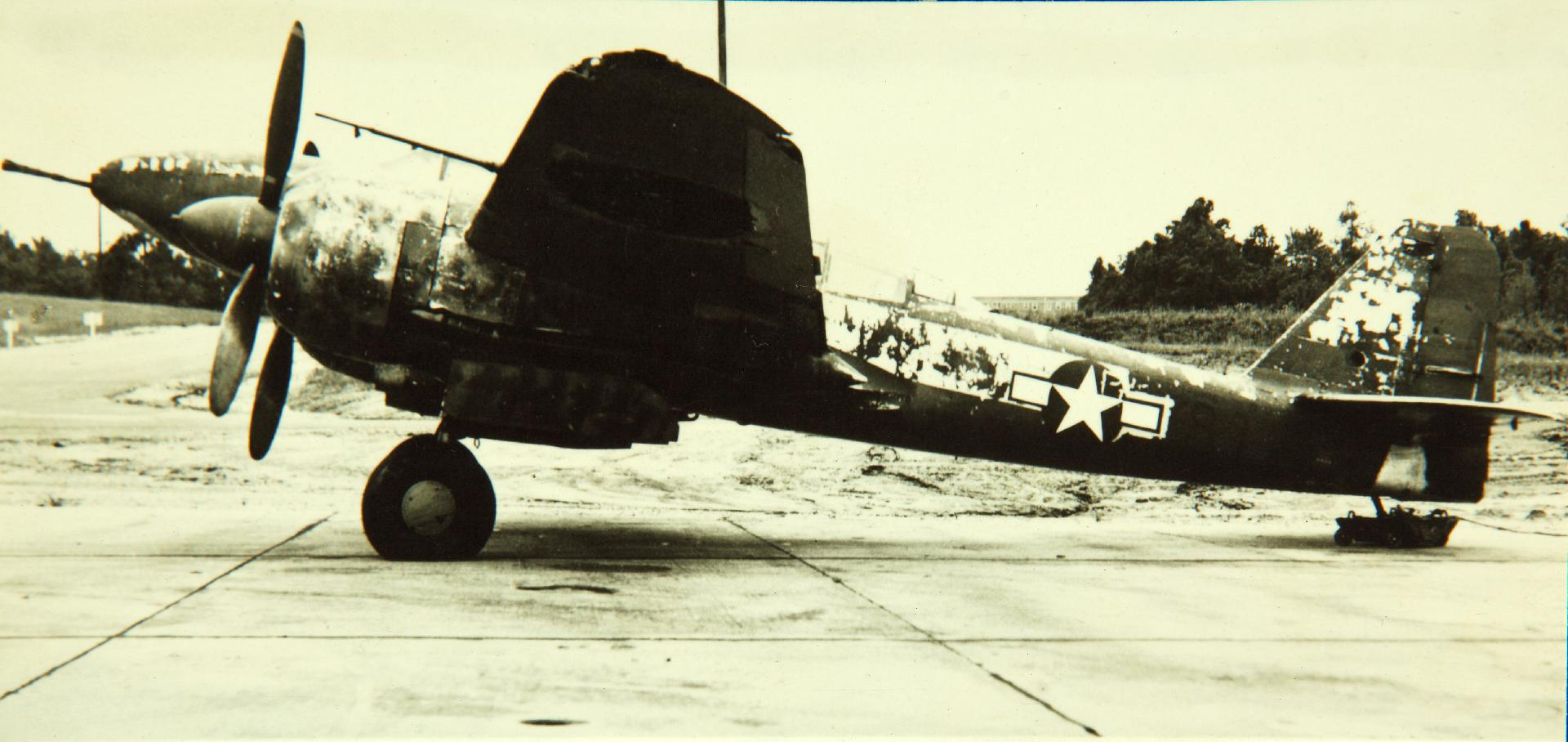
Letoun Ki-102 testovaný USAAF

Údaje podle

### Technické údaje
- Osádka: 2
- Rozpětí: 15,57 m
- Délka: 11,45 m
- Výška: 3,70 m
- Nosná plocha: 34,00 m²
- Hmotnost prázdného letounu: 5 150 kg
- Vzletová hmotnost: 7 150 kg
- Pohonná jednotka: 2 x hvězdicový motor Micubiši Ha-112-II se vzletovým výkonem 1 119 kW

### Výkony
- Max. rychlost u země: 580 km/h
- Dostup: 13000 m
- Dolet: 2000 km

### Výzbroj
- 1 × letecký kanón Ho-203 ráže 37 mm
- 2 × kanón Ho-5 ráže 20 mm